# Dicranota (Rhaphidolabis) uniplagia
Dicranota (Rhaphidolabis) uniplagia is een tweevleugelige uit de familie Pediciidae. De soort komt voor in het Nearctisch gebied.